# 워킹 데드의 등장인물 목록
워킹 데드의 등장인물 목록은 다음과 같은 목록 문서가 있다.
- 워킹 데드 (만화)의 등장인물 목록
- 워킹 데드 (드라마)의 등장인물 목록
- 워킹 데드 (게임 시리즈)의 등장인물 목록